# Kursk (film)
Pour le film documentaire, voir Koursk, un sous-marin en eaux troubles.
Pour les articles homonymes, voir Koursk et Koursk (homonymie).
Pour plus de détails, voir Fiche technique et Distribution.
Kursk est un film dramatique belgo-franco-luxembourgeois réalisé par Thomas Vinterberg, sorti en 2018. Le film retrace la tragédie du naufrage du sous-marin russe K-141 Koursk. Il est basé sur le livre d'investigation A Time to Die du journaliste Robert Moore,
Dirigé par le cinéaste danois Thomas Vinterberg (connu principalement pour des films tels que Festen et La Chasse), le film de 35 millions de dollars, tourné en grande partie en Belgique, en particulier dans les studios AED, à Anvers, est porté par un casting international de qualité comprenant Matthias Schoenaerts, Colin Firth et Léa Seydoux.

## Synopsis
Le sous-marin nucléaire lanceur d'engins russe K-141 Koursk (Курск en russe) appartenait à la classe Projet 949A "Antei" ("Oscar II" pour l'OTAN). Ce navire récent (il avait été lancé en décembre 1994) et très performant illustrait la résurrection des forces navales russes après les années de déliquescence qui ont suivi la fin du régime soviétique.
Le 12 août 2000, le sous-marin nucléaire Koursk fait naufrage en mer de Barents alors qu'il participe à d'importantes manœuvres de la flotte du Nord. Lors de ces manœuvres, deux explosions successives sont en effet enregistrées mais personne n'en identifie l'origine, personne ne sait encore que cela provient d'un sous-marin et que tout l'avant du Koursk (de l'étrave au massif) a été entièrement ravagé alors qu'il était en plongée. Le Koursk a coulé aussitôt et repose désormais par 90 mètres de fond seulement (le sous-marin mesure 154 mètres de long). À bord, 23 marins réfugiés à l'arrière du sous-marin se débattent pour survivre. Les graves avaries subies par le bâtiment ne leur permettent pas de communiquer avec la surface ni d'émettre le moindre signal de détresse, si ce n'est des coups de marteau sur la coque. 
À terre, les familles font face aux obstacles et aux lourdeurs bureaucratiques qui compromettent le sauvetage, et l'absence de toute information fiable rend l'attente insupportable. Les jours passent sans que les autorités soient capables de donner des informations précises, et les opérations de sauvetage tardent à débuter. Dans le même temps les propositions d'aide venant de l'étranger sont déclinées. Après plusieurs jours d'atermoiements, de tentatives ratées pour arrimer un sous-marin de sauvetage au Koursk, il faut se rendre à l'évidence : il n'y a plus aucune chance de retrouver de survivants parmi les 118 membres d'équipage. Ce sont des plongeurs norvégiens qui réussissent les premiers à pénétrer à bord. 
Ce lourd bilan fait du naufrage du Koursk l'une des pires catastrophes touchant un navire de guerre en temps de paix. 
L'attitude des autorités civiles et navales, ainsi que la lenteur du déclenchement des opérations de secours et leur caractère calamiteux (maintenant les familles dans l'angoisse pendant de nombreux jours) ont choqué l'opinion publique bien au-delà des frontières de la Russie.

## Fiche technique
Sauf indication contraire, les informations mentionnées dans cette section peuvent être confirmées par la base de données cinématographiques IMDb,  présente dans la section « Liens externes ».
- Titre original : Kursk
- Réalisation : Thomas Vinterberg

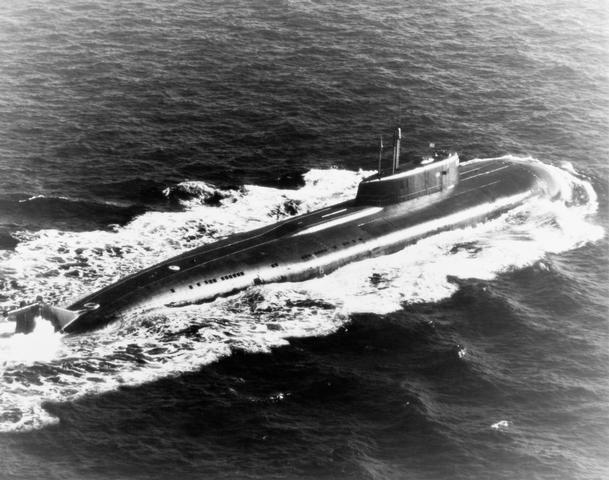
Le sous-marin K-186 Omsk, navire semblable au Kursk.

- Scénario : Robert Rodat, d'après le roman A Time to Die de Robert Moore
- Musique : Alexandre Desplat
- Photographie : Anthony Dod Mantle
- Décors : Thierry Flamand
- Direction artistique : Virginie Hernvann
- Montage : Valdís Óskarsdóttir
- Production : Ariel Zeitoun
  - Coproduction : Fabrice Delville
  - Production déléguée : Luc Besson, Lisa Ellzey et Thomas A. Giovine
  - Production exécutive : Laurent Hanon et Clément Sentilhes
- Sociétés de production : EuropaCorp, Belga Productions et VIA EST
- Pays d'origine :  France,  Belgique,  Luxembourg
- Langue originale : anglais
- Format : couleur
- Genre : drame, historique, catastrophe
- Durée : 117 minutes
- Dates de sortie :
  - Canada : 6 septembre 2018 (festival international du film de Toronto)
  - France : 7 novembre 2018

## Distribution

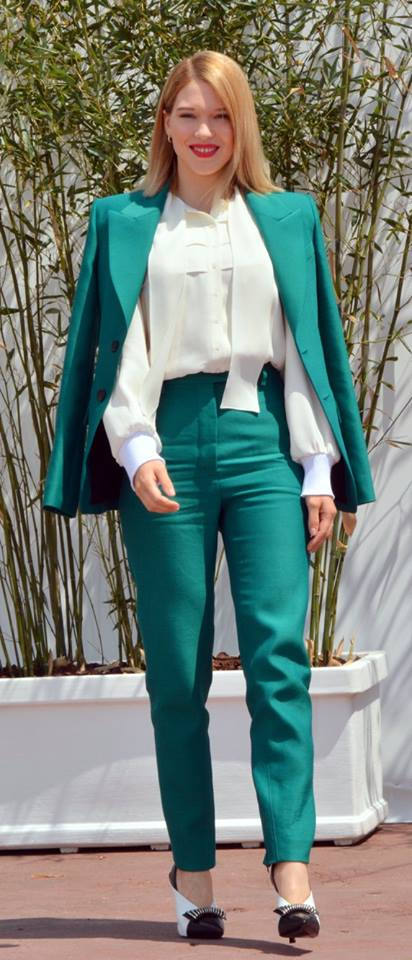
L'actrice française Léa Seydoux au Festival de Cannes 2018.

- Matthias Schoenaerts (VF : Jérôme Pauwels) : Mikhail Averin[6]
- Colin Firth (VF : Christian Gonon) : Commodore David Russell[6]
- Léa Seydoux (VF : elle-même) : Tanya Averina[6]
- Artemiy Spirdonov: Misha Averin
- Max von Sydow (VF : Georges Claisse) : Amiral Petrenko
- Tristan Dormont : sous-marinier Russe - Igor
- August Diehl (VF : Julien Meunier) : Anton Markov
- Matthias Schweighöfer : Pavel Sonin
- Peter Simonischek (VF : Jean Barney) : Amiral Gruzinskiy
- Fedja Stukan : Goncharov
- Miglen Mirtchev (VF : lui-même) : Captaine Timoshenko
- Tom Hudson (VF : lui-même) : Boris
- Magnus Millang (VF : Philippe Bozo) : Oleg
- Joel Basman (VF : Gauthier Battoue) : Léo
- Martin Greis Rosenthal (VF : Jérémie Bedrune) : Ilyushin
- Bjarne Henriksen : capitaine du navire de sauvetage russe
- Lars Brygmann (VF : Michaël Aragones) : Kasyenenko
- Eva Van Der Gucht (VF : Edwige Lemoine) : Marina
- Pernilla August (VF : Maïte Monceau) : Oksana
- Helene Reingaard Neumann (VF : Nadine Girard) : Vera
- Katrine Greis-Rosenthal (VF : Candice Lartigue) : Daria
- Paul Ceau : un matelot russe
- Rachel : Rachel Thompson
- Ilyas Hamzi : Green officier OTAN
- Jérémy Cavron : un officier russe
- Mathieu Lurton : un matelot russe

## Production

### Tournage
Le tournage a débuté à la base navale de Toulon, le 26 avril 2017. Certaines scènes ont été filmées au port de commerce de Brest, avec Colin Firth, entre le 2 et le 5 mai 2017, ainsi que des scènes dans la rade de Brest sur l'Atlantic Tonjer (celui-ci représentant le Seaway Eagle intervenu durant la catastrophe en 2000),. Le 12 juillet, le tournage a continué dans l'établissement Excelsior, place Cardinal Mercier à Jette (Bruxelles). Dans la nuit du 24 au 25 juillet, l'équipe investit le sous-marin Le Redoutable, à la Cité de la Mer de Cherbourg. D'autres scènes ont été tournées le 29 juillet 2017, également au port de commerce de Brest avec Léa Seydoux.
Les scènes du mariage et des obsèques ont été tournées dans l'église orthodoxe de Péronnes-lez-Binche en Belgique (paroisse des Saints Anargyres).

## Accueil

### Accueil critique
Cette reconstitution du drame met l'humain durant un entrainement militaire, avec les souffrances des sous-mariniers et leur fatalisme poignant, au cœur du récit. L'enquête a aussi démontré les terribles conséquences de l'idéologie exprimée par les autorités russes qui ont refusé, pendant cinq jours, l'aide des Occidentaux.
En France, Bruno Deruisseau considère dans Les Inrockuptibles ce film comme « fade, lourd et lâche ». Sylvestre Picard, dans Première, est un peu moins sévère, salue des efforts de mise en images et trouve une certaine efficacité dans un film qui, malgré tout, « ne parvient pas à être autre chose qu'un très honnête "d'après une histoire vraie" ».